# Dichaetophora clypeonigra
Dichaetophora clypeonigra är en tvåvingeart som först beskrevs av Toyohi Okada 1968.  Dichaetophora clypeonigra ingår i släktet Dichaetophora och familjen daggflugor. Inga underarter finns listade i Catalogue of Life.